# Microcampylopus dicranelloides
Microcampylopus dicranelloides là một loài Rêu trong họ Dicranaceae. Loài này được (Renauld & Cardot) Cardot mô tả khoa học đầu tiên năm 1915.